# Zehneria
Zehneria là một chi thực vật có hoa trong họ Cucurbitaceae.

## Hình ảnh

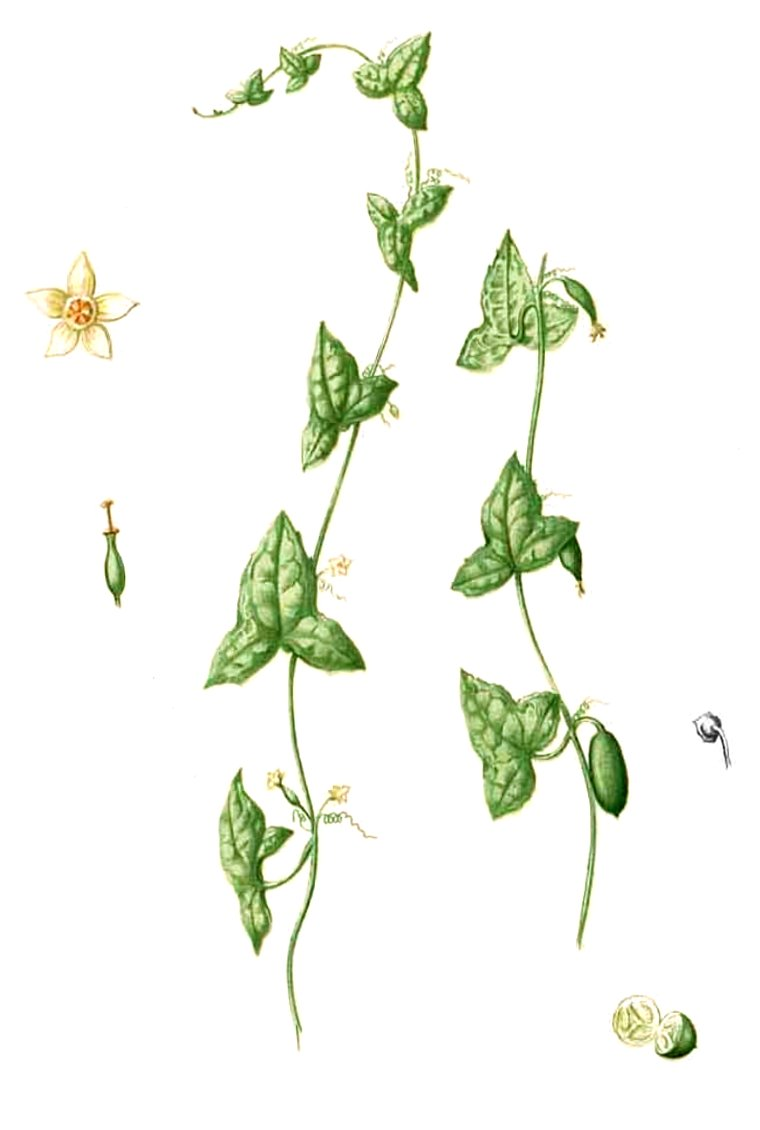
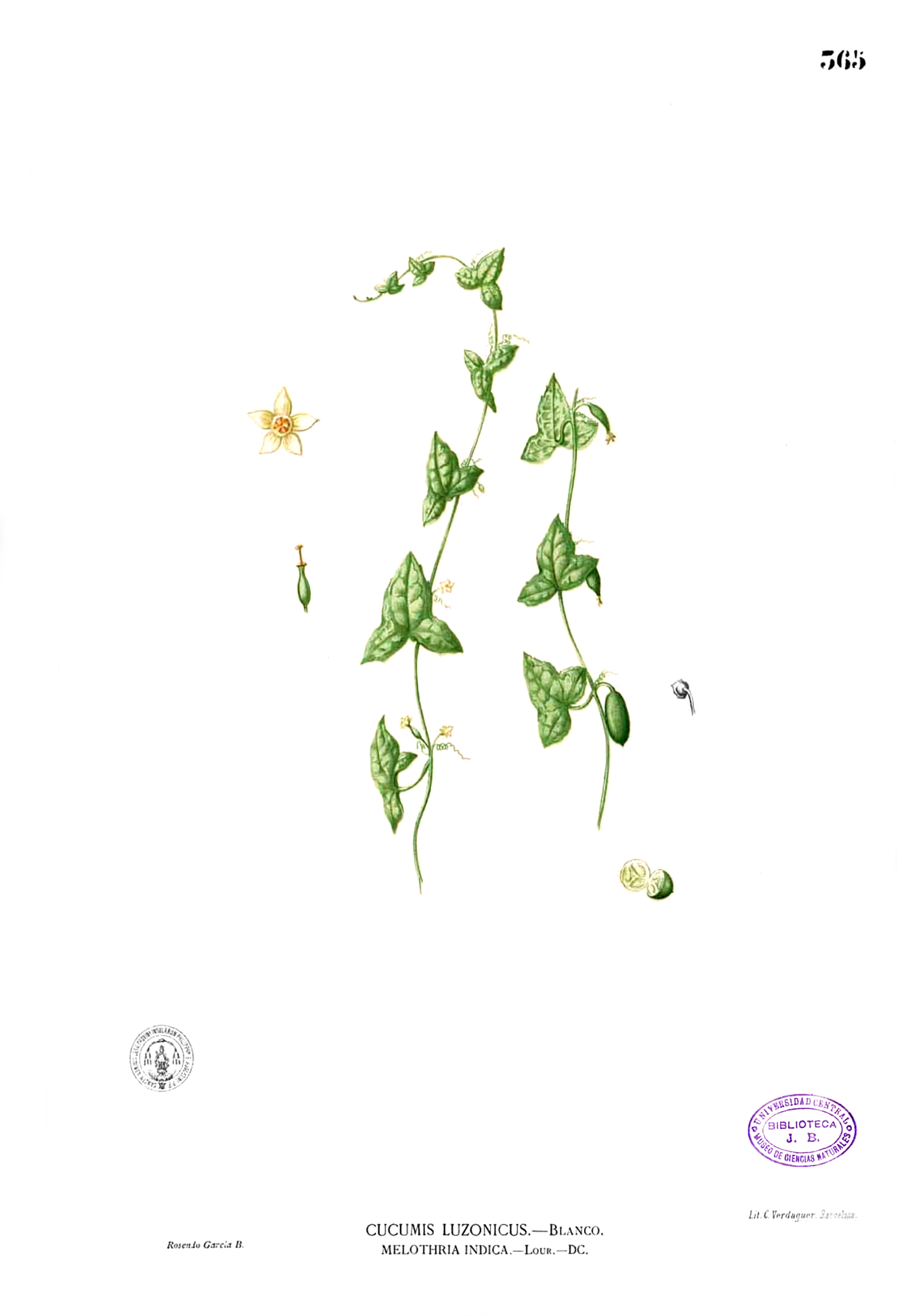
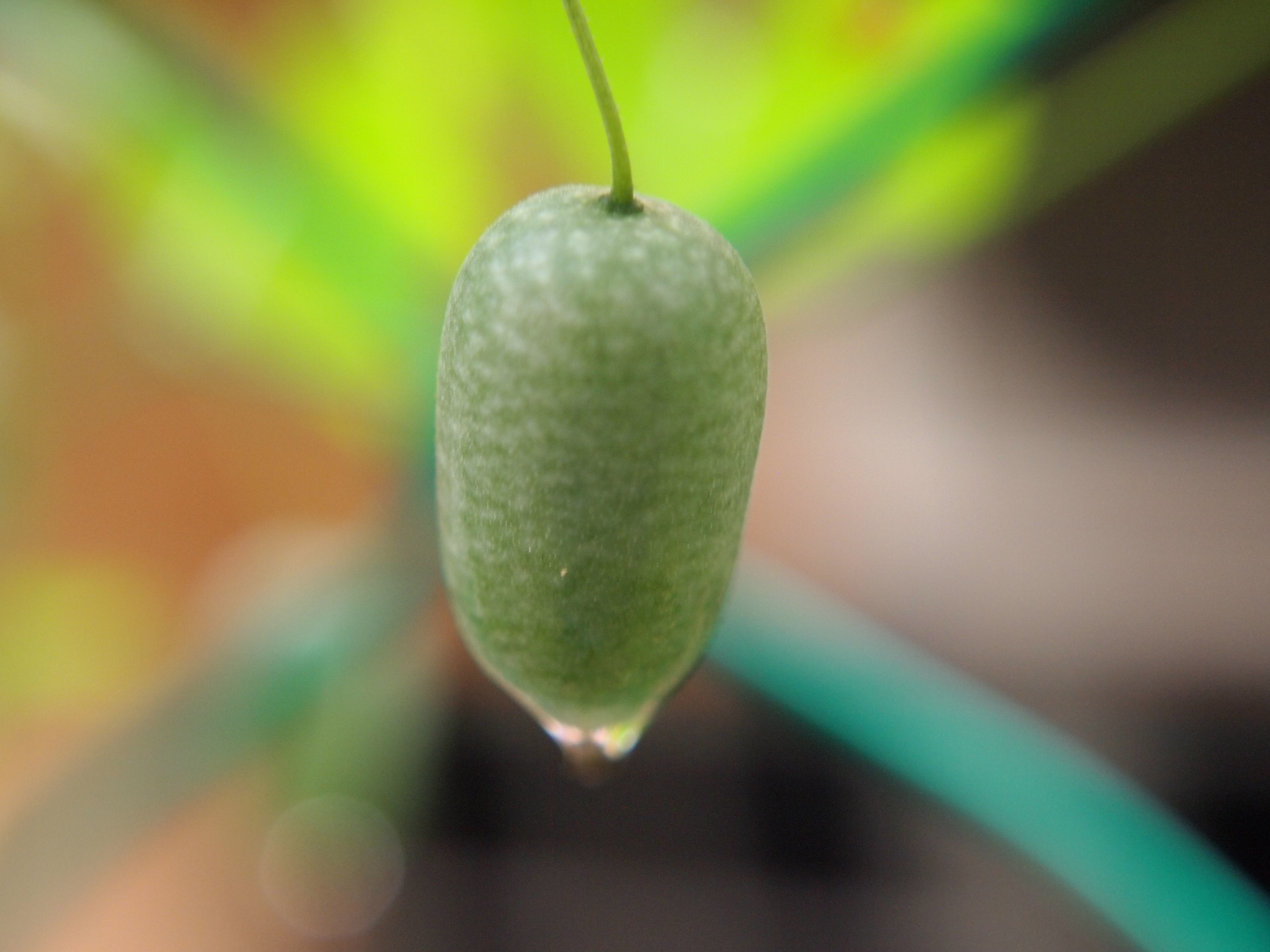
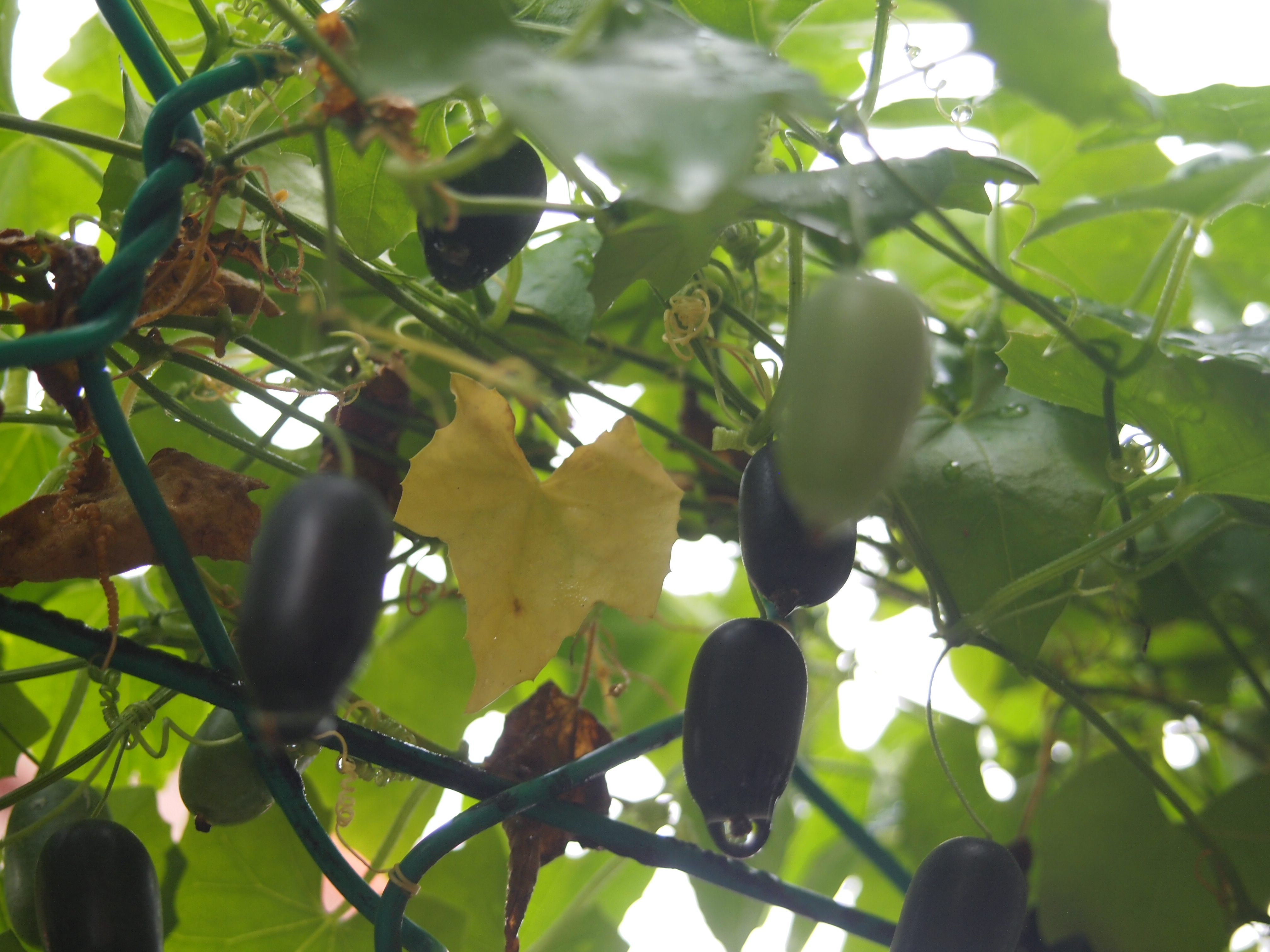

## Loài
Chi Zehneria gồm các loài: